# Alcis marginata
Alcis marginata är en fjärilsart som beskrevs av Barend J. Lempke 1970. Alcis marginata ingår i släktet Alcis och familjen mätare. Inga underarter finns listade i Catalogue of Life.